# Libera di amare
Libera di amare (El privilegio de amar) è un serial televisivo messicano. In Italia è stata trasmessa da Rete 4, da Video Calabria e da Lady Channel.

## Descrizione
Il serial è di genere telenovela, ed è prodotto dalla società di produzione messicana Televisa. Nel Paese di produzione, il serial venne trasmesso in prima visione dal 1998 al 1999. In Italia la telenovela venne trasmessa in prima visione con il titolo Libera di amare, e venne in seguito replicata con il titolo Il privilegio di amare, che è una traduzione letterale del titolo originale.
Gli interpreti principali sono Adela Noriega ed Helena Rojo. La telenovela, prodotta e scritta da Leandro Burgay e Delia Fiallo, è il remake della telenovela venezuelana Cristal, con Carlos Mata e Jeannette Rodríguez Delgado.

## Trama
La giovane Luciana lavora come domestica presso una ricca famiglia di Città del Messico. La ragazza è segretamente innamorata del figlio dei suoi padroni, Giovanbattista, ma questi, spinto dalla madre, sta per prendere i voti. La sera prima che il ragazzo parta per il seminario, Luciana va da lui per regalargli un crocifisso. Tra i due scoppia la passione e passano la notte insieme. Tempo dopo Luciana scopre di aspettare un bambino ma Giovanbattista è ormai sacerdote. La ragazza confessa la verità alla sua padrona, la signora Annalisa, che va su tutte le furie e la caccia. 
Non avendo famiglia né amici, Luciana inizia a cercare disperatamente lavoro come sarta o come cameriera ma Annalisa fa in modo che nessuno la assuma e costringe la ragazza alla miseria. Giunto il momento del parto, Luciana dà alla luce una bambina ma decide di abbandonarla davanti alla porta di una grande casa, perché non può mantenerla. Da quel momento il cuore di Luciana si carica di odio e rancore e giura che da quel giorno sarebbe stata lei a schiacciare gli altri sotto i piedi.
Luciana inizia a condurre una vita mediocre: diventa l'amante di uomini ricchi per il solo gusto di sfruttarli e rubare loro del denaro. Anni dopo Luciana è diventata una donna realizzata e potente. Dirige una casa di moda che porta il suo nome e si è sposata con il famoso attore televisivo Andrea Duval da cui ha avuto una figlia, Lisetta. Luciana ha anche cresciuto Vittorio, il figlio di Andrea, al quale vuole bene come se fosse suo figlio.  
Luciana oltre ad avere ottimi collaboratori: Franco, Miriam e Cristopher, da sempre innamorato di lei, ha anche grandi amici che le vogliono bene. Spera da sempre che suo figlio Vittorio sposi una ragazza della sua stessa classe sociale e vede come possibile nuora, Tamara. Tamara intrattiene da anni una relazione con l'attore tv Nicola Obregon, nonché collega di Andrea che crede di essergli amico ma in realtà lo odia per il suo grande successo nel lavoro e con le donne e soprattutto per avergli "rubato" anni prima l'amore di Barbara Rivera, la madre di Vittorio.
Colui che realmente vuole bene ad Andrea come ad un fratello è Michele, regista di Televisa (realmente interpretato da Miguel Corçega), sposato con Ofelia che in accordo con Nicola, tramerà alle spalle dei coniugi Duval. Cristina, invece è una giovane e bellissima ragazza, cresciuta in orfanotrofio che decide di affittare un appartamento con altre 2 ragazze, Lorenza e Margareta. Cristina sogna da sempre di fare la modella e non a caso, grazie ad un biglietto da visita di Andrea Duval, si presenterà da Luciana che, insospettita, la tratterà male prima e poi deciderà di assumerla. Così, madre e figlia, si ritrovano inconsapevolmente.
Lorenza invece è una donna più adulta, più vivace e più frizzante che non avrà il minimo scrupolo ad approfittarsi della crisi che c'è tra i coniugi Duval, per intromettersi tra loro e intrattenere una relazione clandestina con Andrea. Margareta è più loquace e più tranquilla, studia biologia e sogna il principe azzurro, e s'innamorerà del vicino di casa che d'altro canto è cotto di Lorenza che lo inganna sfacciatamente.
Cristina si innamora di Vittorio, tra i due scoppia la passione e poco tempo dopo Cristina scopre di essere incinta.
La storia si ripete, infatti, come fece Annalisa a suo tempo, Luciana caccia Cristina dalla sua azienda e fa in modo che non venga assunta in altri posti.
Spettatore di tutto è il povero Giovanbattista che sa del legame che lega le due donne ma non lo può rivelare in quanto gli è stato detto da sua madre in confessione.
Cristina conosce Alonso, un fotografo, e sua madre Vivian de angeli.
Tra i due nasce una profonda amicizia che ben presto per Alonso si trasformerà in amore.
Cristina, che nel frattempo ha avuto la sua bambina Vittoria, è a conoscenza del sentimento dell'amico ma gli dice chiaramente di amare ancora Vittorio.
In seguito Vivian dirà a Cristina che Alonso è malato di Leucemia e che gli resta poco da vivere, a questo punto Cristina accetta di sposare Alonso.
Poco prima di sposarsi anche Alonso scopre della sua malattia, deciso a non raccontarlo a nessuno e il giorno del suo matrimonio non si presenta all'altare spiegando poi in seguito a Cristina la verità.

## Sigla
La sigla italiana è la canzone Amore per te di Mango.